# Marianów (gromada w powiecie garwolińskim)
Marianów (do 30 XII 1959 Rębków) – dawna gromada, czyli najmniejsza jednostka podziału terytorialnego Polskiej Rzeczypospolitej Ludowej w latach 1954–1972.
Gromady, z gromadzkimi radami narodowymi (GRN) jako organami władzy najniższego stopnia na wsi, funkcjonowały od reformy reorganizującej administrację wiejską przeprowadzonej jesienią 1954 do momentu ich zniesienia z dniem 1 stycznia 1973, tym samym wypierając organizację gminną w latach 1954–1972.
Gromadę Marianów siedzibą GRN w Marianowie utworzono 31 grudnia 1959 w powiecie garwolińskim w woj. warszawskim w związku z przeniesieniem siedziby GRN gromady Rębków z Rębkowa do Marianowa i zmianą nazwy jednostki na gromada Marianów; równocześnie do nowo utworzonej gromady Marianów przyłączono obszar zniesionej gromady Żabieniec Nowy w tymże powiecie.
Gromada przetrwała do końca 1972 roku, czyli do kolejnej reformy gminnej.